# Miss Teen USA 2010
Miss Teen USA 2010 là cuộc thi Miss Teen USA lần thứ 28 được diễn ra tại Imperial Ballroom, Atlantis Paradise Island, Bahamas. Miss Teen USA 2009, Stormi Henley đã trao vương miện cho Kamie Crawford, tân Miss Teen USA 2010. Cuộc thi được truyền hình trưc tiếp qua mạng Internet bởi Ustream.
Đêm phúc khảo được diễn ra vào ngày 23 tháng 7 và đêm chung kết được diễn ra sau đó 1 ngày. Hai người dẫn chương trình của đêm chung kết là Seth Goldman và Crystle Stewart, Miss USA 2008.
Trong đêm chung kết, Stormi Henley đã trình diễn ca khúc đầu tay của mình, "Quite Like Me". Cô viết ca khúc này sau khi chuyển đến sống tại Thành phố New York với danh hiệu Miss Teen USA 2009. Miss USA 2010, Rima Fakih cũng được mời tham dự trong đêm chung kết.

## Kết quả

### Xếp hạng
| Kết quả                   | Thí sinh |
| ------------------------- | --- |
| Hoa hậu Tuổi Teen Mỹ 2010 | - Maryland - Kamie Crawford |
| Á hậu 1                   | - Illinois - Lexi Atkins |
| Á hậu 2                   | - California - Emma Baker |
| Á hậu 3                   | - Utah - Angelia Layton |
| Á hậu 4                   | - Mississippi - Haley Sowers |
| Top 15                    | - Alabama - Ashlyn Alongi - Arkansas - Megan Burgess - Florida - Alyssa Rivera - Kentucky - Taylor Hubbard - New York - Thatiana Diaz - Oklahoma - Kandis Holt - Tennessee - Kristen Rose - Virginia - Jacqueline Carroll - Washington - Camilla Cyr - Wyoming - Caroline Scott |

### Giải thưởng đặc biệt
- Hoa hậu Thân thiện: Hosanna Kabakoro (Idaho)
- Hoa hậu Ảnh: Chelsea Morgensen (Texas)

## Giám khảo
- Chuck LaBella
- Chet Buchanan
- Eva Chen
- Fred Nelson
- Heather Kerzner
- Michelle Malcolm